# Susu Padotzke
Susanne „Susu“ Padotzke (* 30. Mai 1976 in Grünstadt als Susanne Dressler) ist eine deutsche Schauspielerin.

## Leben und Karriere
Susanne Padotzke spielte als Kind Violine, Bratsche und Klavier. Nach dem Abitur 1996 studierte sie bis 2001 klassischen Gesang an der Hochschule für Musik Freiburg. Sie interpretierte verschiedene Stilrichtungen wie Jazz, Funk, Rock und Soul.
Nach der Schauspielausbildung an der European Film Actor School Zürich ab 2004, die sie 2007 mit einem Diplom abschloss, sah man sie unter anderem 2010 in Forsthaus Falkenau und 2011 in Der Doc und die Hexe.
Außerdem hatte sie immer wieder Episodenrollen in SOKO München und den Rosenheim-Cops.
Seit 2017 spielt sie die Hauptrolle der Pathologin Caroline Fuchs in der ARD-Vorabendserie Hubert ohne Staller.
Padotzke spricht neben ihrer Muttersprache auch Englisch und Französisch. Sie lebt in München und ist mit dem Musiker Sebastian Padotzke verheiratet, mit dem sie zwei Töchter hat, Laila (* 2004) und Lola (* 2010).

## Filmografie (Auswahl)
- 2008: Verbotene Liebe (Fernsehserie, 2 Folgen)
- 2009, 2015, 2019: SOKO München (Fernsehserie, verschiedene Rollen, 3 Folgen)
- 2010: Forsthaus Falkenau (Fernsehserie, 4 Folgen)
- 2011–2012: Der Doc und die Hexe (Fernsehserie, 4 Folgen)
- 2011: Schmidt & Schmitt – Wir ermitteln in jedem Fall (Fernsehserie, 10 Folgen)
- 2012, 2016, 2017, 2019: Die Rosenheim-Cops (Fernsehserie, verschiedene Rollen, 4 Folgen)
- 2014: Die Garmisch-Cops (Fernsehserie, Folge Gesund sterben)
- 2014: Weißblaue Geschichten (Fernsehserie)
- 2015: Sturm der Liebe (ARD-Telenovela, 9 Folgen)
- 2015: Inga Lindström – Liebe deinen Nächsten (Fernsehreihe)
- 2015: Um Himmels Willen
- 2017: München Mord – Auf der Straße, nachts, allein
- 2017: Heldt (Fernsehserie, Folge Unter die Haut)
- seit 2017: Hubert ohne Staller (Fernsehserie; bis 2018: Hubert und Staller)
- 2018: Unzertrennlich nach Verona
- 2018: Rote Rosen (Telenovela, Staffel 15)
- 2018: Hubert und Staller – Eine schöne Bescherung (TV-Film)
- 2019: Frühling – Das verlorene Mädchen (Fernsehreihe)
- 2019–2020: Reiterhof Wildenstein (Fernsehserie, 4 Folgen)
- 2021: Kanzlei Berger
- 2021: Inga Lindström – Rosenblüten im Sand
- 2024: Hubert ohne Staller – Dem Himmel ganz nah
- 2024: Die Rosenheim-Cops – Mord unter Mietern